# Савкевич, Пантелеймон Ипполитович
Савкевич Пантелеймон Ипполитович (29 октября 1880, Лид, Виленская губерния — февраль 1942, Ленинград) — математик, профессор.

## Биография
Родился в семье чиновника города Лида Виленской губернии. В 1900 году окончил Виленскую гимназию, затем поступил на физико-математический факультет Петербургского университета. Учился у известных учёных-астрономов: Александра Маркеловича Жданова (1858—1914), назначенного в период 1903—1905 ректором императорского Санкт-Петербургского университета, и Александра Ивановича Иванова (1867—1939), астрометриста, будущего члена-корреспондента АН СССР.
Под руководством Н. А. Ткачева занимался практической астрономии, оставшись при кафедре астрономии и геодезии, окончив университет в 1906 году. В мае 1910 года Савкевича утвердили в должности хранителя Астрономической обсерватории университета и ассистента кафедры астрономии и геодезии. В 1909 году П. И. Савкевич начинает принимать участие в составлении периодического справочного издания «Астрономический ежегодник».
Был женат на Евгении Исидоровне Шулицкой (1883—1951). Она принимала участие в строительстве первых трамвайных путей в Петербурге. В семье родилось двое сыновей: Михаил Пантелеймонович Савкевич (1911—1992) — будущий известный архитектор и Всеволод Пантелеймонович Савкевич (1912—1941) — в будущем математик. По совместительству преподавал в разных вузах города: в Педагогическом институте, Военно-топографическом училище, Гидрографическом институте Севморпути. Умер во время блокады Ленинграда в феврале 1942 года от голода. Похоронен на Смоленском лютеранском кладбище.

## Награды
- Малая серебряная медаль Русского географического сообщества за деятельность по изданию топографических карт, 1911